# Christen Industries

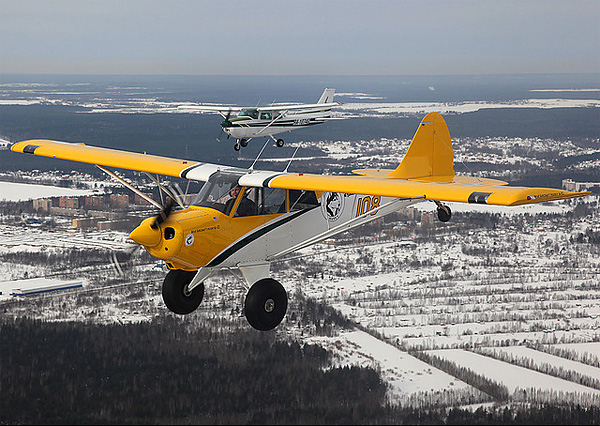
Christen A-1 Husky

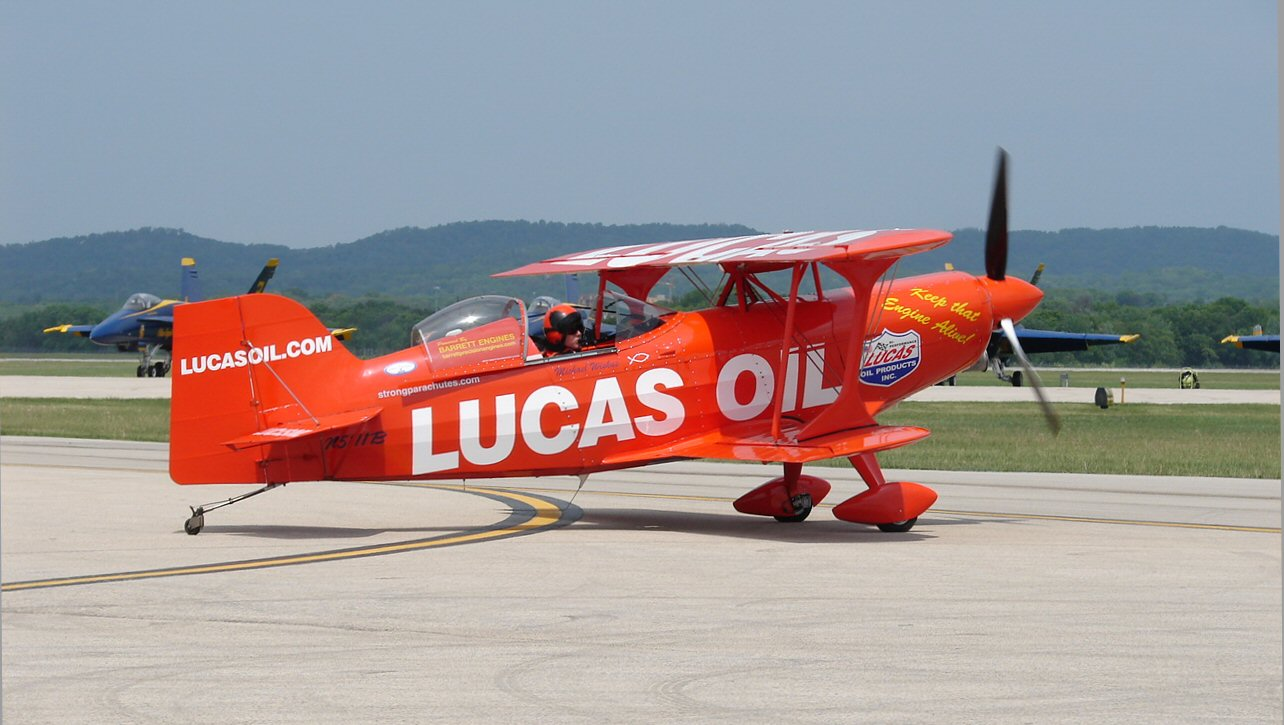
Pitts Special

Christen Industries – amerykański producent samolotów założony przez Franka Christensena pod koniec lat 70. XX w.

## Historia
Pierwsza siedziba firmy mieściła się w Hollister. Celem Christen Industries było wyprodukowanie dwupłatowca akrobacyjnego własnego projektu o nazwie Christen Eagle II. W listopadzie 1983 roku firma przejęła Pitts Aerobatics, przeniosła się do Afton w stanie Wyoming i kontynuowała produkcję Pitts Special obok zestawów Christen Eagle II. Następnie firma zaprojektowała i wyprodukowała samoloty użytkowe Christen Husky A-1. Z kolei Christen Industries została kupiona przez Aviat Aircraft w 1991 roku, która kontynuowała linie produktów pod zmienioną nazwą.

## Produkowane samoloty
Do produkowanych przez Christen Eagle samlotów należą:
- Christen Eagle II[3],
- Pitts Special[4],
- Christen A-1 Husky[5].